# Guziczek
Guziczek (ang. Button Nose, jap. Yume no Hoshi no Button Nose, niem. Prinzessin Erdbeer, fr. Bouton d’or, 1985) – japoński serial animowany zrealizowany przez wytwórnię "Saban Entertainment". Reżyserem tego serialu jest Masami Hata. W Polsce był emitowany na kanałach TVN i Fox Kids z polskim dubbingiem.

## Fabuła
Serial opowiada o małej dziewczynce, córce pracownika Truskawkowego Centrum Naukowego, przez wszystkich przezywanej "Guziczkiem", która pod nieobecność rodziców dostaje się na statek kosmiczny i przybywa do Jagodowej Krainy, którą rządzi jej wujek. Na zaproszenie władcy postanawia urządzić sobie wakacje na obcej planecie. Dziewczynka musi zmagać się z dwoma facetami w czarnych okularach, którzy są wstrętni i wyglądają jak faceci w czerni. Bohaterami serialu są Rozalia Guziczek, Książę Percy, Robot Rudy i wielu innych.

## Wersja polska
Opracowanie i udźwiękowienie wersji polskiej: Studio Eurocom

Reżyseria: Dobrosława Bałazy

Dialogi: Zbigniew Borek

Dźwięk i montaż: Jacek Kacperek

Kierownictwo produkcji: Marzena Wiśniewska

Udział wzięli:
- Agnieszka Kunikowska – Guziczek
- Elżbieta Bednarek – książę Percy
- Jolanta Wołłejko
- Ania Wiśniewska
- Włodzimierz Bednarski – Król Racuch
- Janusz Bukowski
- Tomasz Bednarek – Skuter
- Jarosław Boberek
- Mirosław Zbrojewicz
- Józef Mika – Robot Rudy
- Andrzej Ferenc
- Krzysztof Zakrzewski – Sam

i inni
Tekst piosenki: Zbigniew Borek
Śpiewała: Małgorzata Olszewska
Lektor: Andrzej Ferenc

## Odcinki
W Polsce premiera serialu zadebiutowała 1 kwietnia 1999 roku na antenie Fox Kids. W późniejszym czasie serial emitowany był na kanałach TVN i Fox Kids Play. Obecnie żadna stacja nie emituje tego serialu.

## Spis odcinków
- 01. Le commencement d'une aventure – Początek przygody
- 02. La fraise couleur de l'or – Truskawka koloru złotego
- 03. Les voleurs de fraises – Złodzieje truskawek
- 04. Le complot – Spisek
- 05. La grotte interdite – Zakazana grota
- 06. Le lutin buveur de liqueur – Skrzat-pijak likieru
- 07. Le prince Farine est malade – Chlebowa gorączka
- 08. L'éléphant-puce – Kłopoty z maluszkiem
- 09. Le petit train de midi – Mały pociąg w południe
- 10. Une journée de travail – Dzień pracy
- 11. Les petits ramoneurs – Mali kominarze
- 12. La maman de Tic Tac Toc – Mama Tic Tac Toca
- 13. Le dragon – Smok
- 14. Le collier de l'amitié – Naszyjnik przyjaźni
- 15. Les souliers de verre – But ze szkła
- 16. Les pirates passent à l'attaque – Piraci przeszkadzają w ataku
- 17. La course de voitures – Kurs samochodowy
- od 18 do 26. tytuły nieznane